# Binnenlandse Zaken (radioprogramma)
Binnenlandse Zaken was een wekelijks satirisch radioprogramma van de TROS dat vanaf 1987 eerst via Radio 1 op de woensdagmiddag, vervolgens via Radio 2 op de vrijdagmiddag en in het laatste seizoen in 1994 op de maandagmorgen werd uitgezonden. Het was ook enige tijd als televisieprogramma te bekijken bij de TROS op Nederland 2.
Het radioprogramma werd met publiek opgenomen in het eetcafé Moeke Spijkstra in Blaricum en werd gepresenteerd door Ivo Niehe. Het programma bestond, zoals het daar werd verwoord, uit een college knappe koppen dat met elkaar kan lezen en kan schrijven. Meestal maakten vier of vijf personen op de radio deel uit van dat panel met knappe koppen. In de eerste seizoenen duurde het programma een half uur. In het laatste seizoen, toen het programma naar de maandagmorgen verhuisde, veranderde de opzet enigszins: Ivo Niehe deed de centrale presentatie vanuit de TROS-studio en de locatie-opnames werden ingeleid door Stijn Aerden. Het programma duurde toen een uur en er werd ook muziek in gedraaid.

## Opzet
De teksten, die veelal aansloten op de actualiteit van dat moment, werden door de panelleden zelf geschreven en voorgedragen. Het programma bestond uit korte uitspraken, al of niet onderdeel van een vaste rubriek (bijvoorbeeld wie hoort er niet in het rijtje thuis?, het toppunt van, de top drie, het beste medicijn tegen), eenakters, gedichten (vooral door Driek van Wissen) en sketches. Er waren ook terugkerende typetjes zoals het altijd ruziënde stel Henk en Marion, de verslaggever Tjeerd Veldhuizen en de dagboeken van Laura.

## De kritiek van Driek
Een vast onderdeel was een taalrubriek van en door de Groningse dichter Driek van Wissen, een van de panelleden. In deze rubriek, met als titel De kritiek van Driek, nam Driek van Wissen de Nederlandse taal onder de loep en hij deed dat gedurende één of meerdere seizoenen onder de volgende vormgevingen:
- De Dikke van Dale is mijn beste vriend
- Enige tijd geleden kwam mij een liedtekst onder ogen
- De taal is het voertuig van de geest
- Waar moet het heen met onze taal?
- Ook het beste paard laat weleens een steek vallen
- Mooi is anders, maar anders is niet altijd mooi

In de laatste seizoenen (vanaf de vormgeving Waar moet het heen met onze taal?) werd de rubriek voorafgegaan door het thema Lorentz und Söhne van James Last. Deze muziek werd ook gebruikt, toen Driek van Wissen met zijn taalbeschouwing in het televisieprogramma verscheen. Als decor werd een grote kinderstoel gebruikt, waarin Driek van Wissen had plaatsgenomen terwijl hij zijn taalbeschouwing ten gehore bracht. Nadat het programma Binnenlandse Zaken was gestopt, ging Van Wissen met zijn taalbeschouwingen verder op Radio Noord en wel met de vormgeving De taal die ik zie en de taal die ik hoor is een doorn in mijn oog en een doorn in mijn oor.

## One-liners en woordspelingen
Door de panelleden werden veel dubbelzinnige uitspraken gedaan, het was een sport om elkaar te overtreffen.
Enkele voorbeelden:
- Onlangs heb ik een zeer modieus hondje aangeschaft, een trendsetter.
- Er is geen reden tot bezorgdheid over het stijgen van de waterspiegel, aldus een rapport van de Universiteit van Nijmegen aan Zee.
- Als je last van roos hebt moet je juist niet flink je schouders eronder zetten.
- Dierproeven mag maar alleen in behoorlijke restaurants.
- Emotioneel gezien kan ik de hele dag wel op m'n dalurenkaart.
- De dronken man die in de gracht donderde, borrelde nog wat na.

## Televisie
Voor de televisie-uitzendingen verleenden onder meer de volgende personen hun medewerking.

(op alfabetische volgorde van achternaam)
- Nelly Frijda
- Alfred van den Heuvel
- Haye van der Heyden
- Onno Innemee
- Sylvia Millecam
- Justus van Oel
- Martine van Os
- Laus Steenbeeke
- Maarten Wansink
- Driek van Wissen

## Tune
- Serenade for Sarah (langzame instrumentale versie) van Michel Legrand (1981)
- Titelmelodie aus Lorentz & Söhne van James Last (1988) voor de taalrubriek van Driek van Wissen